# ادوارد ساندویان
ادوارد ساندویان (ارمنی: Էդվարդ Սանդոյան؛ زادهٔ ۴ ژوئن ۱۹۶۱) اقتصاددان و سیاستمدار اهل ارمنستان که از ۱۹۹۸ تا ۱۹۹۹ در دولت روبرت کوچاریان به عنوان وزیر اقتصاد و دارایی ارمنستان خدمت نمود.

## جوایز
وی برندهٔ جوایزی همچون مدال موسس خورناتسی شده‌است.